# Australornis lovei
Australornis lovei es una especie extinta de ave marina de la familia Vegaviidae descubierto en Nueva Zelanda. Vivió durante la época del Paleoceno, hace entre 60.5 a 61.6 millones de años. El nombre del género se deriva del término latino australis, que significa "del sur", y ornis, la palabra griega para "ave", mientras que el nombre de la especie, lovei conmemora a Leigh Love, el paleontólogo aficionado que lo descubrió.
Australornis es una de las más antiguas aves marinas voladoras conocidas. También es la primera ave extinta que no es un esfeniciforme que se descubre en Nueva Zelanda en terrenos de esa época. Esta ave vivió en la época inmediatamente posterior a la extinción masiva del Cretácico-Terciario, hace 66 millones de años. Los rasgos de esta ave indican que no pertenece a ninguna de las familias actuales de aves, sino a un grupo predecesor o clado el cual está extinto; de ahí que este hallazgo tenga un significado global con respecto a la evolución de las aves. Aunque la evidencia fósil es incompleta como para sustentar un análisis filogenético, Australornis contribuye a la teoría de que la diversificación de Neoaves ya había comenzado al inicio del Paleógeno.
Australornis también tiene relevancia zoogeográfica, ya que Nueva Zelanda estaba mucho más cerca de la Antártida durante el Cretácico Superior y el Paleoceno Inferior y se pudo haber originado de las aguas profundas de un mar cálido cerca de la costa de Zealandia, ahora un microcontinente casi sumergido que se hundió tras separarse de Australia hace entre 60 a 85 millones de años y del cual quedaron las actuales islas neozelandesas.

## Descubrimiento
El fósil fue descubierto en 2009 por Leigh Love en la arenisca verde de Waipara, que constituye un depósito fósil en la región de Canterbury en la Isla del Sur de Nueva Zelanda.
El fósil fue depositado en el Museo Canterbury de Christchurch, en donde estuvo en las estanterías del museo por varios años, ya que los terremotos aferctaron severamente el trabajo del equipo del museo. El fósil fue descrito en 2014 por el Dr. Gerald Mayr, del Instituto de Investigación y Museo de Historia Natural Senckenberg en Fráncfort del Meno, y el Dr. Paul Scofield del Museo Canterbury, quienes publicaron sus hallazgos en la revista Journal of the Royal Society of New Zealand.

## Descripción
Australornis llegaba a medir hasta 70 a 85 cm de longitud corporal,, unas proporciones comparables a las del actual cormorán pío. Se piensa que pesaba entre 1.5 a 2 kg.
Australornis es conocido de los siguientes restos:
- El coracoides derecho (extremitas omalis).
- La escápula derecha (la parte caudal).
- El húmero derecho (menos su parte distal).
- El cúbito derecho (solo el extremo proximal).
- Fragmentos del eje de un radio.
- El hueso carpal radial izquierdo.

los huesos del ala y la cintura escapular de esta ave mostraron ser muy distintivos. Aunque no hay suficiente material óseo de Australornis para permitir un estudio filogenético que lo vincule a los grupos de aves modernas, se ha encontrado que comparte ciertas sinapomorfias o rasgos derivados con algunos grupos taxonómicos de aves modernas, entre estos los Procellariiformes, Gaviiformes y Rallidae.
Australornis lovei tiene similitudes con dos aves extintas de la Antártida - Vegavis iaai, de tamaño similar (Noriega y Tambussi, 1995) del Cretácico Superior (68 - 66 millones de años) de la Isla Vega y Polarornis gregorii (Chatterjee, 2002) del Cretácico Superior de la Formación López de Bertodano de la Isla Seymour.
Aunque Australornis fue hallado cerca de los fósiles de Waimanu manneringi, el más antiguo pingüino conocido, hallado en los mismos niveles de estratos en Waipara y considerado como de la misma edad, carece de cualquier parecido morfológico con los pingüinos.